# حادثة ماكس هيدروم

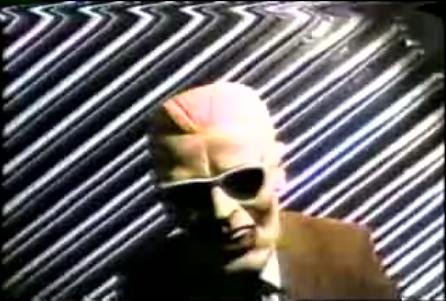
مفتعل حادثة ماكس هيدروم

حدث اختطاف إشارة ماكس هيدروم في ليلة 22 نوفمبر 1987 ، عندما تم اختطاف البث التلفزيوني لمحطتين في شيكاغو ، إلينوي ، الولايات المتحدة ، في أحد أعمال قرصنة البث بواسطة مقطع فيديو لشخص مجهول الهوية يرتدي قناع ماكس هيدروم والأزياء ، مصحوبة بصوت مشوه ولوحة معدنية مموجة تدور في الخلفية لتقليد تأثير الخلفية الهندسية لـماكس هيدروم.

## ماكس هيد روم
هو شخصية بريطانية خيالية في الذكاء الاصطناعي (AI) ، معروفة بذكائها ، والتلعثم وصوتها المتغير. تم تقديمه في أوائل عام 1985. الشخصية من تأليف جورج ستون ، [1] أنابيل جانكل وروكي مورتون. قام مات فريور بتصوير ماكس وكان يُطلق عليه «أول شخصية تلفزيونية تم إنشاؤها بواسطة الكمبيوتر» ، [2] على الرغم من أن المظهر الناتج عن الكمبيوتر تم تحقيقه مع ممثل في المكياج الاصطناعي والإضاءة القاسية ، أمام شاشة زرقاء. [ 3]

## انظر ايضاً
اختراق اشارات البث المباشر